# Párosban Párizsban
A Párosban Párizsban az Olsen ikrek 1999-es filmje.

## A film cselekménye
Melanie (Mary-Kate Olsen) és Allyson (Ashley Olsen) Porter készülnek a tavaszi buliba, de a szüleiknek apukájuknak, Jack Porter (Matt McCoy) és anyukájuknak, Barbara Porter (Doran Clark) más tervük van. Elküldik a lányokat Párizsba a nagyapjukhoz Edward nagypapához (Peter White), aki nem kisebb személy mint Amerika párizsi nagykövete.
Mikor Melanie és Allyson megérkeznek Párizsba Edward nagypapához, ő egyből bemutatja őket a személyzetnek és a személyzetet is nekik: a komornyik Francois (Jon Menick), a szakács Henri (Francois Giroday) és a lányok személyes kísérője és Edward jobbkeze Jeremy Bluff (Matt Winsotn). Edward nagypapa kultúrprogramokat talált ki a lányoknak. És az utolsó a nagykövetségen töltött napra pedig kötelezővé teszi a megjelenést egy fontos rendezvényen, a nagykövetségen, még hozzá egy fontos megbeszélés lesz a francia külügy miniszterrel a víztisztítási egyezményről.
Mihelyst Melanie és Allyson berendezkedtek a szobájukba, el is indultak a programokra Jeremyvel. Mi előtt bemennének az első múzeumba amit megnéznek, két robogós virág kihordó fiúba futnak, akik virágot adnak nekik.
Aztán mennek múzeumokat és templomokat látogatni. A lányok egy darabig próbálják kibírni a számukra természetesen unalmas programokat, sőt eleinte még élvezik is a szép festményeket, de egy idő után nem bírják tovább, ezért megpróbálják meggyőzni Jeremyt, hogy ne menjenek több múzeumba, templomba, stb. hasonló helyekre.
Elmennek ebédelni. Az étteremben kicsit elrontják a rendelést, mert bár Allyson tanul franciául, de még nem igazán megy neki.
A mellettük lévő asztalnál ül Brigitte (Yvonne Sción) a híres szupermodell. Segít a lányoknak rendelni és hamar összebarátkoznak.
Aztán haza mennek a nagykövetségre. Este lefekvéskor azon gondolkoznak hogy találkozhatnának újra a két fiúval. Végül arra jutnak, hogy virágot rendelnek attól a virágbolttól, aminek a neve a fiúk robogóján volt.
Másnap reggel a két fiú hozza is a virágokat. Michelként (Ethan Peck) és  Jeanként (Brocker Way) mutatkozik be a két fiú. Melanie Michellel, Allyson pedig Jeannal jön össze.
Aztán Jeremy elviszi valamenjiüket ebédelni. Az étteremben, Jeremy-nek muszáj kimennie a mosdóba, mert már nem bírja tovább hallgatni az enyelgést, de mire visszaér a mosdóból, a lányok helyett, csak egy levelet talál ott, amin az áll, hogy elmentek Jean-nal és Michell-el várost nézni, délután ötre a nagykövetségen lesznek.
Kicsit belemélyülnek a városnézésbe, ezért majdnem elkésnek a nagykövetségről, de a srácok gyorsan hazaviszik őket, így ép  időben visszaérnek.
Másnap kettőre beszélnek meg találkozót a fiúkkal, viszont valahogy meg kell oldani hogy az előírt program mellett találkozhassanak a fiúkkal. Ezért a lányok átírják az egész programot.
Mikor másnap Jeremy meglátja a programot először kicsit meglepődik, mert bár ő elvileg emlékszik fejből, hogy templomba mennek először, de aztán a programban az áll, hogy a Luxemburg kertben kezdenek. Melanie és Allyson terve be is válik. Jeremy-t összehozzák Briggitte-tel, aztán pedig találkoznak Jeannal és Michellel.
A nap végén újabb találkozót beszélnek meg egymással mind a hatan.
Haza érve Jeremie azzal hálálja meg, hogy a lányok összehozták Brigitte-tel, hogy rendel a lányoknak kaját a Mcdonald's-ből. Csak hogy Henry épp jön ki a konyhából és rajtakapja őket. Hogy megoldják a problémát, Henry és Melanie evő párbajt rendeznek. A megállapodás, hogy ha Henry megkóstolja a mekis kaját, akkor Melanie meg eszik Henry egyik főztjéből. Végül Henry teljesen belefeletkezik a hamburgerbe és a sült krumpliba és az egészet befalja.
Másnapra az egész nagykövetség teljesen megváltozik. Mindenki táncol, jó zene szól és a kaja is teljesen megváltozik.
Amikor Jeremie-vel újabb napot készülnek eltölteni Jeremie széttépi az eredeti menetrendet és szabad utat ad a lányoknak, akik így Brigitte-el elmennek vásárolni.
Aznap este eredetileg a nagykövetségen vacsoráztak volna, de ők egy "nagyon elfáradtunk" fedősztorival kilógnak a nagykövetségről, hogy megint a fiúkkal lehessenek és velük vacsorázhassanak, de Jeremie rajtakapja a lányokat. Jeremie először nem örül a dolognak, de aztán végül is falaz a lányoknak.
Itt egyébként a lányok egy teszt alá vetik Jean-t és Michel-t, miszerint a lányok helyet cserélnek és vajon össze keverik-e őket a fiúk. Jean és Michelle természetesen átmennek a próbán.
Michel és Jean elviszik a lányokat egy bizonyos titkos helyükre és ott töltik az estét, csak hogy nem vették észre hogy ki van rakva egy tábla amire az van írva, hogy a hely le van zárva, aki bemegy oda azt beviszik a rendőrségre. Közben Jeremie és Brigitte is együtt vacsoráznak. Eközben Jean, Michelle és a lányok megbeszélnek egy újabb találkozót egy bizonyos koncertre, aztán kisebb bajba kerülnek, ugyanis egy rendőr elkapja őket.
Közben Jeremie már aggódik a lányokért ezért felhívja Edward-ot. Edward erősen leszúrja Jeremi-t.
Néhány perccel később egy rendőrautó áll meg a nagykövetség előtt és a lányok szállnak ki belőle.
Aztán Edward a lányokkal is elbeszélget kicsit Jeremie és Brigitte jelenlétében. Miután Edward befejezi a lányok leszúrását Jeremie felszólal a lányok védelmében, továbbá azzal kapcsolatban is, hogy volt pár elég jó ötlete, de Edward egyszer sem hallgatta meg és nem olvasta el írásbeli javaslatait. Aztán felmond és méltóságteljesen távozik Brigitte-tel. Edward nagypapa ezután megtiltja a lányoknak hogy újra találkozzanak Jean-nal és Michel-lel.
Mikor lefekszenek aludni a lányok, az ablakukon kopogtat Michelle és Jean. A lányok közlik velük a rosszhírt. Jean és Michel erre azt válaszolják, hogy ha kell ők örökké várnak rájuk. Ezt a beszélgetést Edward nagypapa is végighallgatja és felszínre hozza belőle a régi énjét.
Másnap este elkezdődik a vacsorával egybekötött konferencia. Edward nagypapa elég sikertelenül próbálja meggyőzni a minisztert, hogy írja alá a víz tisztítási egyezményt. A lányok ezért besegítenek kicsit és simán meggyőzik a miniszter urat.
Ezért aztán Edward nagyapa hálából és engesztelésül elengedi a lányokat a koncertre, ahol újra találkozhatnak Michel-lel és Jean-nal és ott van Jeremie és Brigitte is. Jeremie vidáman újságolja a lányoknak, hogy Edward visszavette és előléptette őt. Jól kibulizzák magukat aztán mennek haza.
Másnap a lányok mindenkitől érzékeny búcsút vesznek és nagyapjuk kíséretében kimennek a repülőtérre és elmennek haza.

### Egy-két érdekesség
A legtöbb szabadban lévő jelenetet Párizsban, a házban lévő jeleneteket pedig Los Angelesben vették fel. Így például amikor a film végén kimennek a nagy követségről a limuzinhoz amivel kimennek a repülőtérre, gyakorlatilag L.A.-ből egyenesen Párizsba lépnek ki.
Amikor Párizsból haza utaztak L. A.-be, hogy a hátralévő jeleneteket (illetve a házban játszódó jelenetek nagyját) felvegyék elvesztek azok a ruhák, amikben azt a jelenetet csinálták amiben a film végén kilépnek a nagykövetségről és mennek a reptérre. Mikor megérkeztek L. A.-be varrtak ugyan másik ugyanolyan ruhákat, de azok már nem lettek tökéletesek. Aki nagyon figyel az láthatja is ezt a kisebb hibát.

## Szereplők
| Szerep          | Színész          | Magyarhang      |
| --------------- | ---------------- | --------------- |
| Melanie Porter  | Mary-Kate Olsen  | Molnár Ilona    |
| Allyson Porter  | Ashley Olsen     | Mánya Zsófi     |
| Jeremy Bluff    | Matt Winston     | Csöre Gábor     |
| Henri           | Francois Giroday | Forgács Gábor   |
| Francois        | Jon Menic        | Cs. Német Lajos |
| Edward nagypapa | Peter White      | Szélyes Imre    |
| Michel          | Ethan Pack       | Hamvas Dániel   |
| Jean            | Brocker Way      | Előd Álmos      |
| Brigitte        | Yvonne Sció      | Mezei Kitti     |
| Jack Porter     | Matt McCoy       | Kárpáti Levente |
| Barbara Porter  | Doran Clark      | Braun Rita      |

## Zenék
- Stretch Princess – Sugar
- Disaster Fiend – New Bitter Pop Stars
- Mz. Moxy – Mz Popularity